# Autrey (Meurthe-et-Moselle)
Autrey é uma comuna francesa na região administrativa de Grande Leste, no departamento de Meurthe-et-Moselle. Estende-se por uma área de 6,16 km². Em 2010 a comuna tinha 191 habitantes (densidade: 31 hab./km²).